# Епархия Руэн-Норанды
Епархия Руэн-Норанды (лат. Dioecesis Ruynensis-Norandensis) — епархия Римско-Католической церкви с центром в городе Руэн-Норанда, Канада. Епархия Руэн-Норанды входит в архиепархию Гатино. Кафедральным собором епархии является Собор святого Иосифа.

## История
29 ноября 1973 года Римский папа Павел VI издал буллу "Ad aptius christianorum", которой учредил епархию Руэн-Норанды, выделив её из епархии Тимминса.

## Ординарии епархии
- епископ Jean-Guy Hamelin (29.11.1973 — 30.11.2001);
- епископ Dorylas Moreau (30.11.2001 — 15.06.2019).

## Источник
- Annuario Pontificio, Libreria Editrice Vaticana, Città del Vaticano, 2003, ISBN 88-209-7422-3
- Булла Ad aptius christianorum, AAS 66 (1974), стр. 315  (лат.)